# Мансуров, Павел Дмитриевич
Па́вел Дми́триевич Мансу́ров (1726 — 16 сентября 1801) — генерал-поручик, один из руководителей подавления Пугачёвского восстания; сенатор, действительный тайный советник.

## Биография
Происходил из столбового дворянского рода Мансуровых. Начал военную службу в 1736 году, участвовал в Русско-шведской войне 1741—1743 и Семилетней войне. Награждён 25 ноября 1770 года орденом Св. Георгия 4-й степени за двадцатипятилетнюю выслугу в офицерских чинах.
В ноябре 1773 года по указу Военной коллегии П. Д. Мансуров и генерал-майор П. М. Голицын во главе с генерал-аншефом А. И. Бибиковым были направлены для подавления восстания яицких казаков во главе с Пугачёвым. Возглавляемая Мансуровым бригада разгромила отряды пугачевского атамана И. Ф. Арапова в боях под Алексеевском и у Бузулукской крепости, после чего в Сорочинской соединилась с корпусом генерала Голицына, который подошёл туда, продвигаясь от Казани.
Голицын и Мансуров 22 марта 1774 года нанесли поражение отрядам Пугачева в битве у Татищевой крепости, затем в сражении у Сакмарского городка, после чего бригада Мансурова, подкрепленная Изюмским гусарским полком и казачьим отрядом яицкого старшины М. М. Бородина, начала наступление на Яицкий городок. В первые дни апреля Мансуров занял Нижнеозерную и Рассыпную крепости, Илецкий городок, 12 апреля было нанесено поражение казакам-повстанцам у Иртецкого форпоста, а три дня спустя у реки Быковки — атаманам А. А. Овчинникову, А. П. Перфильеву и К. И. Дехтяреву.
Бригада вступила в Яицкий городок 16 апреля, освободив от блокады здешнюю городовую крепость Михайло-Архангельского собора («ретраншамент»), осажденную пугачевцами с 30 декабря 1773 года. В мае-июле Мансуров разбил в прияицкой степи, вблизи рек Узеней и Иргиз, отряды атаманов М. П. Толкачева, Ф. И. Дербетева, С. Л. Речкина, И. А. Фофанова, в августе-сентябре в междуречье Волги и Яика были разбиты последние отряды казаков, что привело к пленению Пугачёва. Мансуров получил в награду за подавление бунта 40 тысяч десятин земли и был пожалован орденом св. Анны (1774).
Указом Екатерины II от 28 июня 1777 года был произведён в генерал-поручики. За услуги, оказанные царской власти, был вознаграждён 30 тысячами десятин на Южном Урале, куда перевёл 300 душ крестьян из Медынского и Масальского уездов Калужской губернии. На этих малозаселённых степных землях основал ряд поселений, среди которых Спасское (Мансурово) и Александровка (Бурунча). В 1778-81 гг. руководил Псковским наместничеством, а 28 июня 1781 года получил должность сенатора 2-го департамента. Императором Павлом I отправлен в 1798 году в отставку. Скончался 16 сентября 1801 года в Петербурге, похоронен на Смоленском православном кладбище.
Помимо дочерей, имел сына Александра, который в «Русской родословной книге» показан подполковником и бездетным. Судя по материалам оренбургских краеведов, это одно лицо с генерал-лейтенантом Александром Павловичем Мансуровым, который в начале XIX века владел всеми оренбургскими имениями Павла Дмитриевича Мансурова, включая село Бурунча.